# Fort Lauderdale Strikers
El Fort Lauderdale Strikers fou un equip de futbol professional de la ciutat de Fort Lauderdale (Florida) que participà en la North American Soccer League.

## Història
El club va ser fundat el 1977 i es dissolgué el 1983. Era descendent dels clubs Washington Darts, Miami Gatos, i Miami Toros. Després de 1983 l'equip es traslladà a Minnesota esdevenint Minnesota Strikers, club que s'uní posteriorment a la Major Indoor Soccer League el 1984, fins a la seva desaparició el 1988.
Pel que fa al Fort Lauderdale Strikers, dos equips amb el mateix nom foren creats a la APSL i a la USISL posteriorment.

## Palmarès
- North American Soccer League:
- Títols de divisió:
  - 1977 Eastern Division, Atlantic Conference
  - 1982 Southern Division

## Entrenadors
- Ron Newman (1977-1979)
- Cor van der Hart (1980)
- Eckhard Krautzun (1981-1982)
- David Chadwick (1983-1984)

## Futbolistes destacats
- Gordon Banks (1977-78)
- George Best (1978-79)
- David Chadwick (1977-79)
- Teófilo Cubillas (1979-83)
- Elías Figueroa (1980-1981)
- Ken Fogarty (1979-83)[1]
- Ray Hudson (1977-83)
- Gerd Müller (1979-81)
- Alexandru Sătmăreanu (1982-84)
- Jan van Beveren (1980-83)
- Denny Vaninger (1978-79)
- Keith Weller (1980-83)
- Tony Whelan (1977-79;1981
- Kazimierz Deyna (1977-79;1981)

## Assistència d'espectadors
- 1977 - 8.148
- 1978 - 10.479
- 1979 - 13.774
- 1980 - 14.360
- 1981 - 13.324
- 1982 - 12.345
- 1983 - 10.823